# الأسالم (بعدان)

تعديل مصدري - تعديل

الأسالم هي إحدى قرى عزلة الدعيس بمديرية بعدان التابعة لمحافظة إب، بلغ تعداد سكانها 437 نسمة حسب تعداد اليمن لعام 2004.